# ディオドトス2世
ディオドトス2世（ギリシャ語：Διόδοτος Β΄, ? - 前230/223年）は、第2代グレコ・バクトリア王国の国王。ディオドトス1世の子。

## 生涯
父のディオドトス1世はセレウコス朝の内紛に乗じてセレウコス朝から独立し、グレコ・バクトリア王国を建国した。そして、ほぼ同時期に同じくセレウコス朝から独立したアルサケス朝パルティア王国と対立することとなる。パルティアの君主アルサケス1世は、東にバクトリア、西にセレウコス朝と接し、その両ギリシア人王国を恐れていたので、大規模な軍隊を準備していた。しかし、折しもディオドトス1世が死去したため、アルサケス1世はディオドトス1世の息子であるディオドトス2世と同盟および講和を結び、後顧の憂いを絶った。
紀元前230年か紀元前223年頃、ディオドトス2世はマグネシア人の将軍エウテュデモス1世に一族とともに殺害され、王位を簒奪される。これ以後のグレコ・バクトリア王国はエウテュデモス朝とも呼ばれる。

## 参考資料
- ポンペイウス・トログス / ユスティヌス抄録『地中海世界史』合阪學 訳、京都大学学術出版会〈西洋古典叢書〉、1998年、ISBN 4876981078
- ポリュビオス『歴史』（第11巻-第34章-2）